# پاونتس هاوزن
پاونتس هاوزن (به آلمانی: Paunzhausen) یک شهر در آلمان است که در بایرن واقع شده‌است.

## خصوصیات
پاونتس هاوزن ۱۲٫۷۳ کیلومترمربع مساحت دارد ۵۱۵ متر بالاتر از سطح دریا واقع شده‌است.